# Том (системы хранения)
Том (англ. volume; также логический накопитель, логический диск) — часть долговременной памяти компьютера, рассматриваемая как единое целое для удобства работы. В операционных системах том используется как единица пространства хранения, доступная для разметки (форматирования) под единую файловую систему (такую, как Ext4 или NTFS) либо передаваемая под управление менеджеру томов (такому, как LVM, VxVM, ASM). Таким образом, понятие тома обеспечивает для операционной системы абстракцию от физического расположения данных: том может быть компакт-диском, выделен как раздел жёсткого диска, как пространство имён или раздел на флеш-накопителе, как раздел RAID-массива или LUN сети хранения данных.
В Unix-подобных операционных системах тома доступны как блочные устройства в специальной ветке /dev, а размеченные в файловую систему тома могут быть смонтированы в какой-либо каталог корневой файловой системы. Каждый накопитель, раздел накопителя, пространство имён (для NVMe) доступен как том.
В операционных системах семейства Windows том обычно получает обозначение, состоящее из одной латинской буквы и двоеточия. Тома на гибких дисках, как правило, обозначаются A:, загрузочный том — C:, сетевому тому может быть присвоено, например, обозначение Z:. Обозначение тома может использоваться как префикс при указании файла, например: C:\Folder\info.txt. В серверных редакциях Windows для управления томами используется специальная оснастка консоли управления.